# Молотковичи
Моло́тковичи (бел. Мало́ткавічы) — агрогородок в Пинском районе Брестской области Республики Беларусь. Административный центр Молотковичского сельсовета. Железнодорожная станция на линии Пинск — Брест. Население — 1985 человек (2019).
Агрогородок расположен в 12 км от районного центра — города Пинск.

## Этимология
В польском географическом словаре 1885 года (том VI) вспоминается как Mołotkowicze, (pow. piński, gm. żabczycka, 112 mieszkańców).

## История
В 1955 году в Молотковичи был перенесён центр Жабчицкого района из соседней деревни Жабчицы. В 1957 году район был упразднён.

## Население

### Численность
- 2019 год — 1985 жителей

### Динамика
- 1999 год — 2419 жителей, 698 дворов[5].
- 2019 год — 1985 жителей

## Инфраструктура
В населённом пункте находятся лесничество, Пинское зверохозяйство, ДРСУ-104, малое предприятие «РОМ», средняя школа, специальная школа-интернат, музыкальная школа, детский сад, учебно-производственный комбинат, Пинская инфекционная больница, аптека, библиотека, отделение связи, несколько магазинов, церковь и часовня.

## Культура
- Дом культуры
- Музей ГУО «Молотковичская средняя школа» Пинского района

## Достопримечательность
- Братская могила советских воинов и партизан. Памятник оцифрован в рамках проекта "Цифровая звезда" (2024).
- Часовня в честь святого равноапостольного князя Владимира. Капличка была возведена в 2003 г. из камня и дерева.
- Православный храм в честь св. Евфросиньи (2007)

### Памятник, скульптура
- Мемориальная доска в честь В. Ф. Морозова, прокурора и фронтовика (14 марта 2024 года). Барельеф установлен на одном из многоэтажных домов.

## Галерея

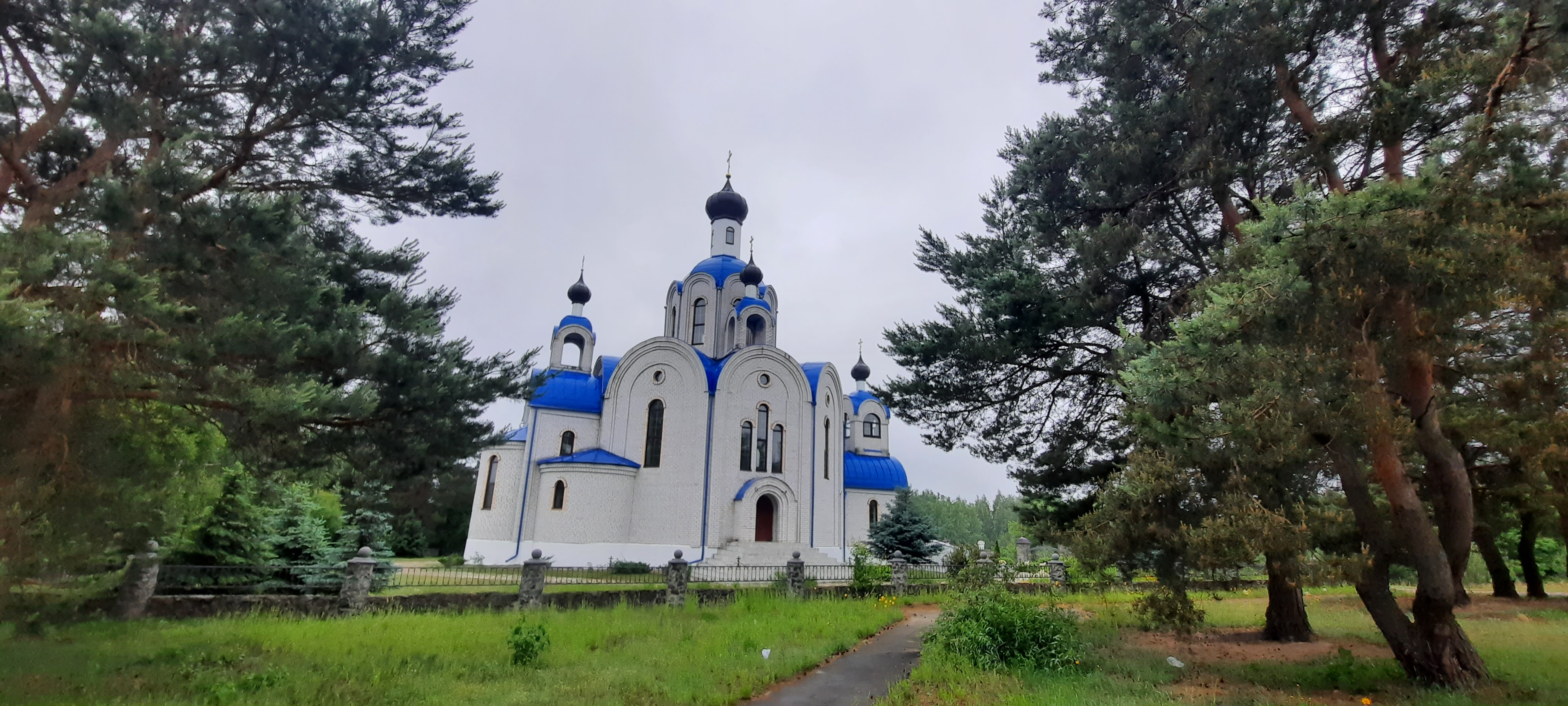
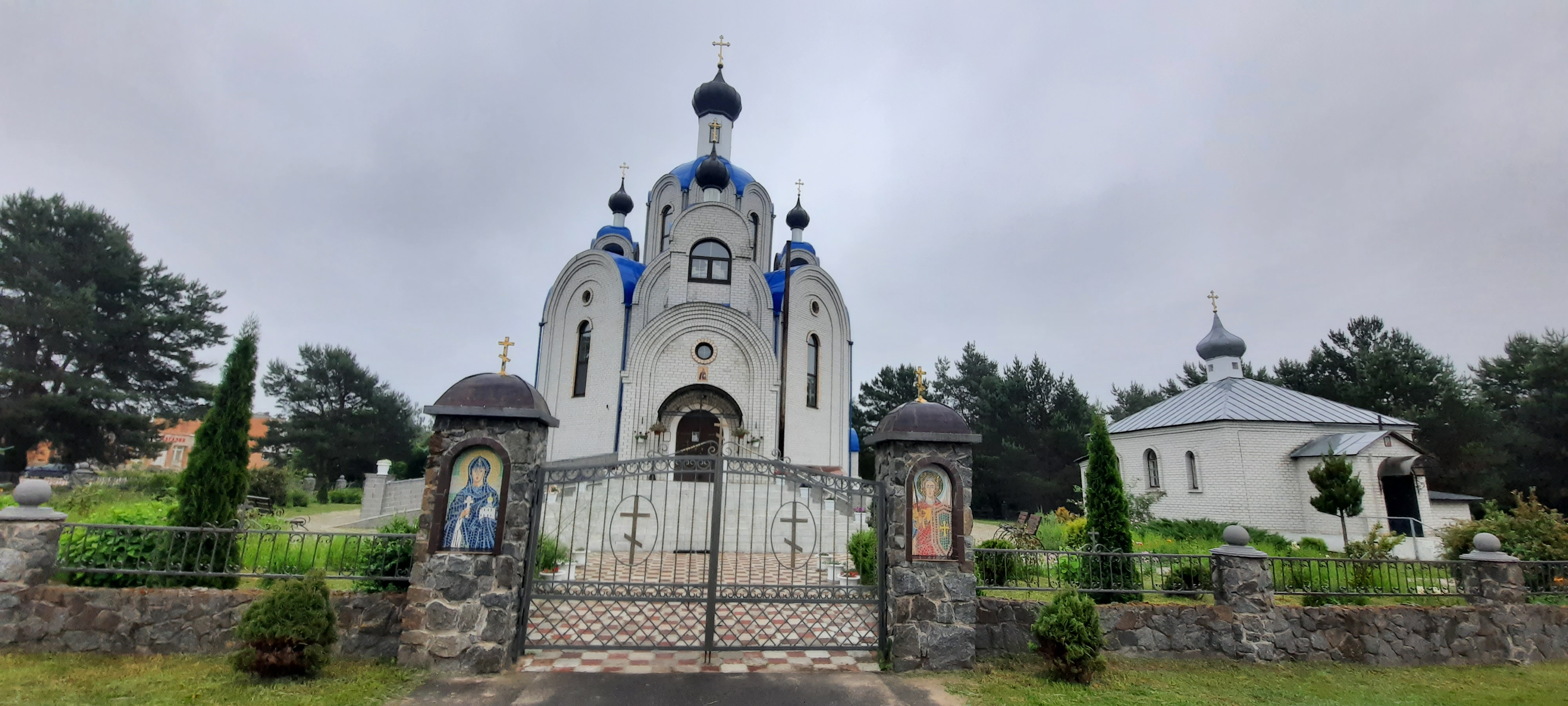
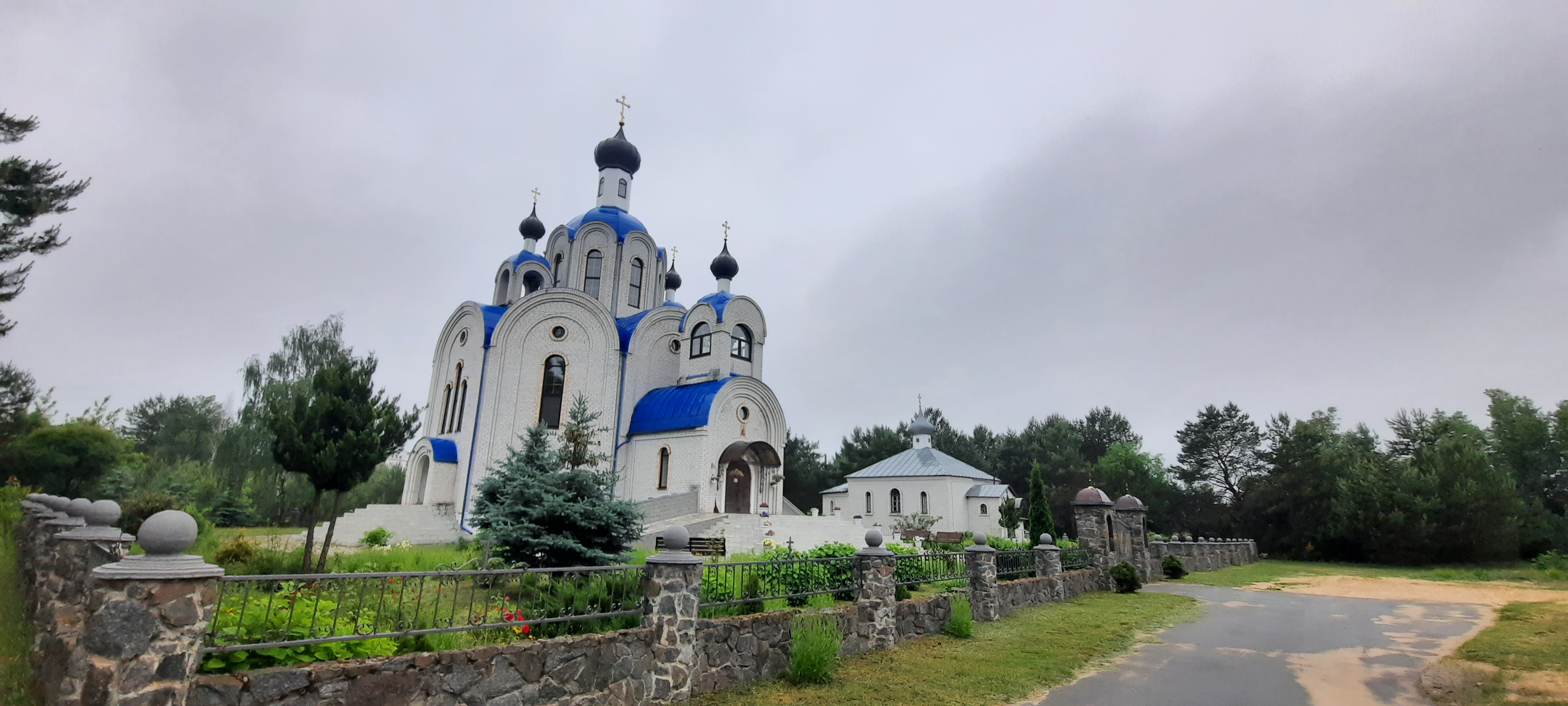
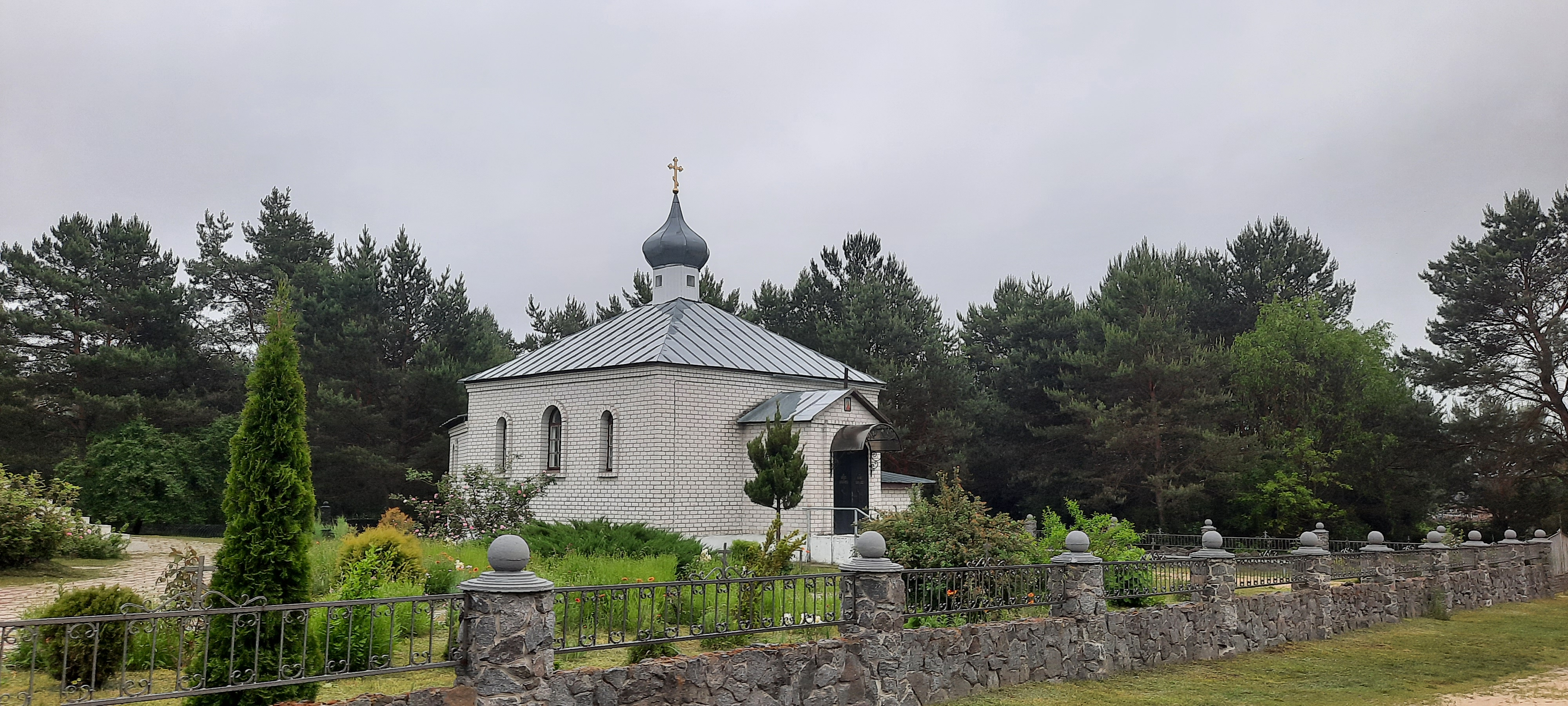
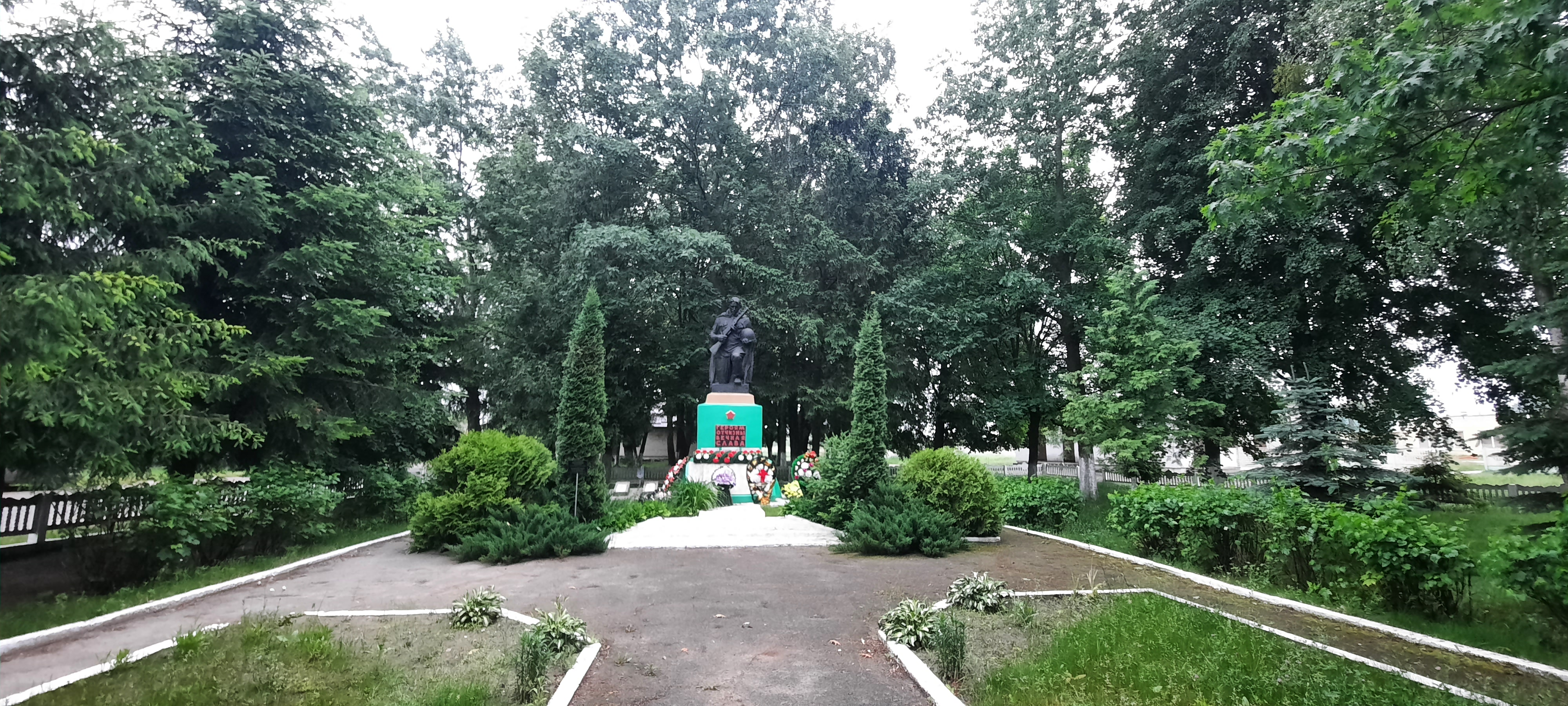
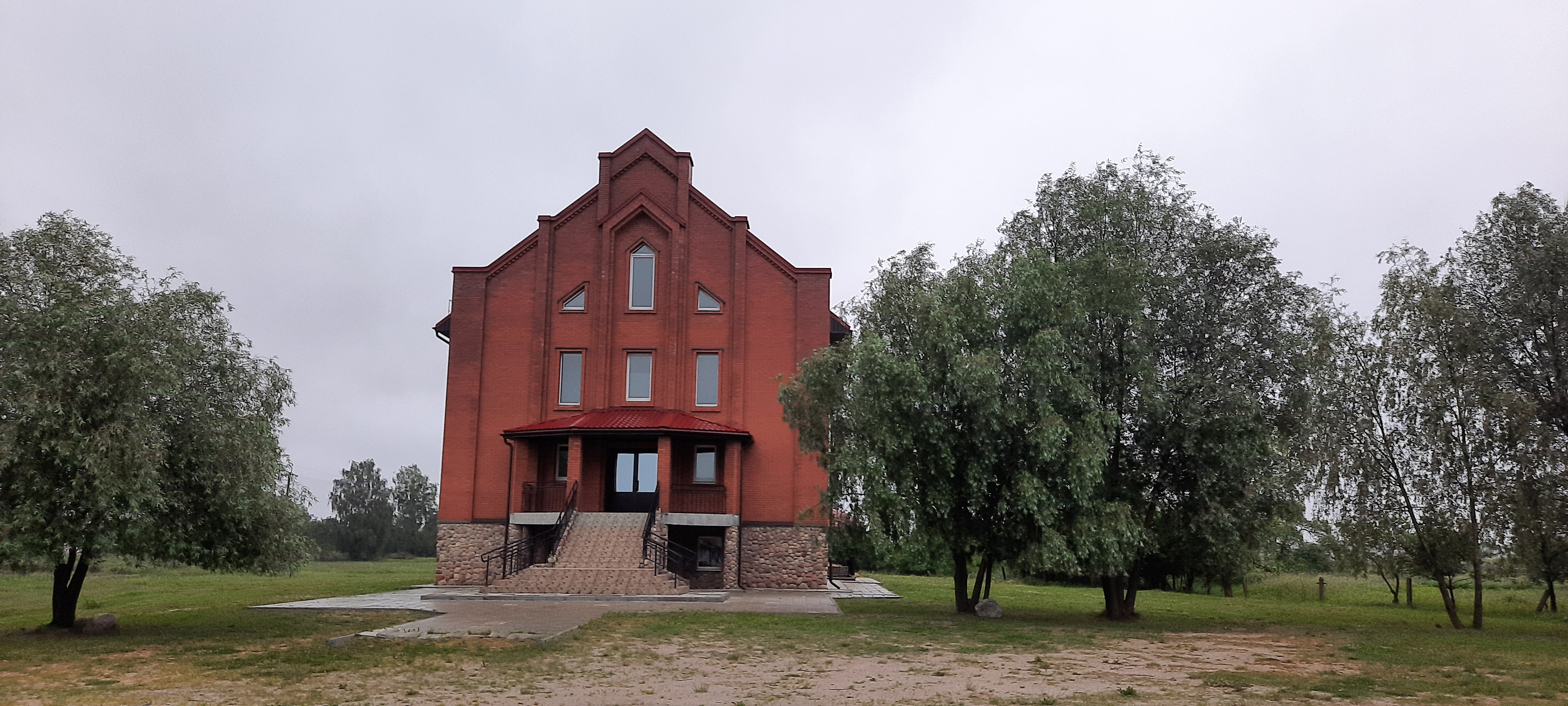

## Известные уроженцы
- Петров, Александр Владимирович — белорусский дипломат.